# Confessione di fede belga
La Confessione di fede belga (in latino Confessio Belgica) è una delle principali confessioni di fede delle chiese presbiteriane e riformate. Si chiama "belga" (di fatto è la confessione di fede delle chiese riformate olandesi) non perché riguardi l'attuale Belgio, ma perché è stata composta in quel territorio.
Questa confessione fa parte delle tre formule di unità delle chiese riformate.
Il suo autore principale è Guido de Brês, predicatore delle chiese riformate olandesi, morto come martire della fede nel 1567. Durante quel periodo i Paesi Bassi erano stati sottoposti a terribili persecuzioni da parte delle autorità civili che sostenevano il Cattolicesimo come religione obbligatoria di Stato.
Per protestare contro questa crudele oppressione, e per provare che i protestanti non erano dei ribelli all'autorità politica legittima (accusa che spesso era loro rivolta) ma cittadini fedeli che professavano la vera dottrina cristiana secondo le Sacre Scritture, Guido de Brês prepara questa confessione nell'anno 1561. Nell'anno seguente, una sua copia viene inviata al re Filippo II, insieme ad una lettera in cui i firmatari si dichiaravano disposti ad ubbidire al governo in tutte le cose legittime, ma che essi "avrebbero offerto il loro dorso alle frustate, le loro lingue ai coltelli, le loro bocche ai bavagli, e l'intero loro corpo al fuoco" piuttosto che rinnegare la verità espressa da questa Confessione.
Sebbene non fosse stato raggiunto lo scopo immediato di assicurare la libertà dalla persecuzione, e lo stesso Guido de Brês fosse caduto insieme alle migliaia che avevano suggellato la loro fede nel sangue, la sua opera rimane e continua a rimanere espressione della fede cristiana riformata riconosciuta in tutto il mondo. Nella sua composizione, l'autore si era avvalso di una confessione delle chiese riformate francesi scritta soprattutto da Giovanni Calvino e pubblicata due anni prima. L'opera di Guido de Brês, però, non è una semplice revisione dell'opera di Calvino, ma una composizione indipendente. Nei Paesi Bassi è ricevuta con riconoscenza dalle chiese ed adottata dal Sinodo nazionale di Anversa del 1566.
Dopo un'attenta revisione (non del contenuto, ma del linguaggio), il Sinodo di Dordrecht l'adotta nel 1618-1619 come uno dei canoni dottrinali delle chiese riformate, che tutti i ministri della chiesa dovevano sottoscrivere. La sua eccellenza la rende una delle migliori espressioni confessionali della fede riformata.